# 王秉和
王秉和（?—?），字公泰，號鳳山，浙江會稽人，清朝官员。

## 生平
王秉和為乾隆元年（1736年）丙辰科殿試第二甲進士。选翰林院庶吉士，散館改任主事，其後官任河南衡永道，後再降任山東登州府同知。